# Albert Pèlach i Pàniker
Albert Pèlach i Pàniker (1954) és un economista i editor català. Fou director general del Grup Enciclopèdia Catalana des del 2004, en substitució de Benet Llaveria, i fins al 2018, en que el succeí Joan Abellà. També va ser membre de la junta directiva del Gremi d'Editors de Catalunya, president de la comissió organitzadora de la Setmana del Llibre en Català i president el consell directiu de l'Associació Espanyola de Directius a Catalunya.
Pèlach és llicenciat per la Universitat Autònoma de Barcelona i especialitzat en economia agrària per la Universitat Estatal de Michigan, té estudis avançats en societat de la informació i és membre de la Societat Catalana d'Economia de l'Institut d'Estudis Catalans. Desenvolupà la seva activitat professional en el sector agroalimentari i, posteriorment, en l'editorial. El 1996 entrà a formar part de l'equip directiu de Círculo de Lectores, on des del 1997 al 2001 en fou director general, en substitució de Hans Meinke. A continuació fundà la consultoria Triagonal, dedicada a la consultoria d'ensenyament virtual per a les empreses, la qual és membre del Cercle per al coneixement, on Pèlach va ser vocal de la junta directiva entre 2004 i 2007. Des de 2014 fins a 2016 va ser el president de l'Associació d'Editors en Llengua Catalana, en substitució de Jordi Ferré, editor de Cossetània Edicions. Fill de la germana de Raimon Panikkar, Mercé Pàniker i Alemany, és vocal de la Fundació Ramuni Pankier Trust.